# Combat de Mané-Corohan
Chouannerie
Batailles
- 1er Vannes
- Fouesnant
- Scrignac
- Lannion
- Pontrieux
- Bourgneuf-la-Forêt
- Plumelec
- Savenay
- Loiré
- Ancenis
- 2e Vannes
- Pluméliau
- Pontivy
- 1er La Roche-Bernard
- 1er Rochefort-en-Terre
- Pacé
- Guérande
- Fleurigné
- Fougères
- Vitré
- Mané-Corohan
- Plabennec
- Saint-Pol-de-Léon
- Kerguidu
- Lamballe
- Saint-Perreux
- 2e Rochefort-en-Terre
- 2e La Roche-Bernard

La combat de Mané-Corohan se déroula à la suite d'une révolte paysanne contre la levée en masse lors de la Pré-Chouannerie.

## Prélude
Les premiers troubles éclatent le 10 mars 1793 dans le pays d'Auray lorsque les habitants de Landaul refusent d'obéir à la conscription militaire. Le mécontentement et les troubles s'étendent dans les jours qui suivent, à Pluvigner des jeunes gens susceptibles d'être recrutés envahissent la mairie le 17 mars et réclament la liste de recrutement. Le lendemain, des hommes se réunissent à Crach afin de préparer une procession à Auray pour s'opposer à la levée, de même 200 à 300 hommes de Plouharnel et Carnac se rassemblent dans cette dernière paroisse pour résister à la conscription et encouragent les autres paroisses à faire de même.
Le 19 mars, les paroisses du pays d'Auray s'insurgent à leur tour, le tocsin sonne et à 9 heures du matin les paysans et marins se rassemblent à Locmaria-Grand-Champ et dans les hauteurs de Mané-Corohan, en Brech. Deux patriotes sont assassinés. Les insurgés, armés de faux, de fourches, de bâtons (le Penn Bazh) et de quelques fusils, au nombre de 3 000 se portent sur Auray.
Les forces de la petite ville Auray sont modestes. La population n’est guère favorable à la République et risque de rallier les insurgés, la garde nationale est faible et médiocre. La garnison ne compte que quelques soldats du régiment du Cap et une centaine de douaniers. Isolés, les patriotes réclament des renforts, seule Belle-Île-en-Mer envoie des renforts importants, 300 soldats de sa garnison accompagnés de deux pierriers.
On ne connaît aucun chef aux insurgés, ces derniers, paysans et marins de Locmariaquer, Carnac, Plouharnel, Erdeven, Belz, Locoal-Mendon, Ploemel et d’autres paroisses se réunissent à Koh-Rouan. Les révoltés de Quiberon en revanche, sont bloqués par le fort Penthièvre.

## Le combat
Les rebelles se mettent en marche sur Auray, mais ils se heurtent en chemin aux soldats républicains qui effectuent une sortie. Les Républicains se positionnent au moulin de la chartreuse tandis que les insurgés dévalent la montagne du Corohan. Bien qu’encore hors de portée, les insurgés lâchent 7 à 8 coups de feu auxquels auxquels les patriotes répondent tandis qu'un tir de pierrier freine les insurgés. Les Républicains avancent alors en tiraillant, inspectant les haies et les fossés bordant le grand chemin. 
Les rebelles, ralliés à la montagne du Corohan se divisent en trois groupes pour envelopper les patriotes sur leurs flancs, le gros restait sur la grand route, les autres les débordaient sur leur droite au bois de la Chartreuse, et sur leur gauche au village de Kerudo. Ils sont néanmoins repoussés grâce aux pièces d’artillerie. Quelques patriotes s'écartent du gros de la troupe pour poursuivre les insurgés et l'un d'eux est tué.
Les paysans disparaissent et les Bleus regagnent Auray, ils établissent un poste de 50 hommes à la maison dite « le ballon » à l'entrée du grand chemin. Les insurgés font une nouvelle tentative à trois heures de l'après-midi mais ils sont à nouveau repoussés.
Deux jours plus tard, la répression se met en place, les villages sont fouillés, on vérifie si les malades ne sont pas des blessés. Les gardes nationaux et les gendarmes s'occupent de désarmer les bourgs et font descendre les cloches des églises. Plusieurs insurgés sont faits prisonniers parmi lesquels Georges Cadoudal.